# ウィルソン・マナファ
ウィルソン・マナファ（Wilson Manafá，1994年7月23日 - ）は、ポルトガル・アヴェイロ県オリヴェイラ・ド・バイロ出身のサッカー選手。中国サッカー・超級リーグ・上海申花足球倶楽部所属。ポジションはディフェンダー。

## 経歴
2016年5月、ポルティモネンセSCと3年契約を結んだ。
2017年8月7日、ボアヴィスタFC戦でプリメイラ・リーガ初出場を果たした。
2019年1月21日、FCポルトと4年半契約を結んだ。
2023年8月8日、グラナダCFへ移籍し、2年契約を交わした。

## タイトル
FCポルト
- プリメイラ・リーガ：2019-20, 2021-22
- タッサ・デ・ポルトガル：2019-20, 2021-22, 2022-23
- スーペルタッサ・カンディド・デ・オリベイラ：2020